# Koyoi Konan
Koyoi Konan (小宵 こなん (Tiểu-Tiêu Hổ-Nam) 2 tháng 4 năm 1999  –) là một nữ diễn viên khiêu dâm người Nhật Bản. Cô thuộc về công ti C-more ENTERTAINMENT.

## Sự nghiệp
19/5/2021, cô ra mắt ngành phim khiêu dâm với tư cách là nữ diễn viên độc quyền của S1 với phim "Tân binh NO.1 STYLE Koyoi Konan ra mắt ngành phim khiêu dâm".
11/4/2022, cô xếp thứ 1 trong bảng xếp hạng 10 sản phẩm tốt nhất sàn cho thuê FANZA với phim "183 lần cực khoái! 3915 lần co giật! 23800 lần tư thế pít tông Demon Thrust! Tập đặc biệt Cơ thể Cup H mập mạp kích thích thực hiện cực khoái, cương cứng và co giật Koyoi Konan" (激イキ183回！痙攣3915回！鬼突き23800ピストン！ムチムチHカップBODY エロス覚醒 はじめての大・痙・攣スペシャル 小宵こなん).
Tháng 5/2023, cô đứng thứ 15 trong cuộc "bầu cử nữ diễn viên khiêu dâm SEXY năng động năm 2023" của Asahi Geinō.
19/6/2023, phim của cô "Ngày tạ ơn người hâm mộ S1" (エスワンファン感謝祭) (bản đĩa Blu-ray) đã xếp thứ nhất trong bảng xếp hạng bán hàng qua bưu điện của FANZA hàng tuần (bản đĩa DVD đã xếp thứ 4). Phim tiếp tục xếp thứ nhất trong tuần ngày 26/6 (bản đĩa DVD xếp thứ 5). Ngày 17/7, phim này cũng đã xếp thứ nhất trong bảng xếp hạng sàn video FANZA hàng tuần.
Trong bảng xếp hạng sàn bán hàng qua bưu điện của FANZA tuần ngày 16/10/2023, phim của cô "Người chị gái hiền hậu và nghịch ngợm nhất trên thế giới là gái mại dâm của riêng tôi Koyoi Konan" (世界一優しくてエッチなお姉ちゃんはボクだけの風俗嬢 小宵こなん) đã xếp thứ 6.

## Đời tư
- Sở thích của cô là đến phòng tập gym và xem phim khiêu dâm.[2] Kĩ năng đặc biệt của cô là nói chuyện với mọi người, chủ động hành động,[2] múa ba lê và chơi piano.[1]
- Cô là người không hút thuốc và uống đồ uống có cồn.[10]
- Vào năm hai cấp hai, cô tự bắt đầu xem phim khiêu dâm với góc nhìn của một người đàn ông đầy ham muốn tình dục. Thể loại yêu thích của cô là ngực lớn, và nữ diễn viên yêu thích của cô là Naruse Kokomi.[11]
- Lần đầu cô quan hệ tình dục là khi tốt nghiệp trung học năm 18 tuổi, cùng với một thành viên của nhóm nhạc cô yêu thích. Cô đã quan hệ với 5 người trước khi ra mắt ngành.[11]
- Các trang mạng xã hội mà cô tự quản lí trước khi vào ngành được đón nhận tốt, và ai đó đã nói với cô là sẽ phù hợp hơn khi chúng được quản lí bởi người khác, và đã giới thiệu cô đến công ti chủ quản hiện tại (C-more ENTERTAINMENT), và từ đó cô được khuyên nên tìm hiểu về các hãng phim.[11]
- Vùng dưới hông của cô không có lông, nên cơ quan sinh dục của cô được gọi là đã cạo sạch lông.[12]
- Cô đã đóng nhiều vai kiểu như một chị gái ngầu, nhưng cô nói ở ngoài cô là kiểu người con gái thứ hai thân thiện trong gia đình.[13]
- Cô là người không thể ăn kiêng lâu dài, và cô thường có 1 buổi qua mỗi tháng nên trong tuần 1 cô ăn nhưng gì cô thích, và trong 2 tuần trước buổi quay, cô chuyển sang chế độ chỉ ăn táo, khoai lang và bột protein.[10] Với suy nghĩ "thà chọn sự hối hận vì ăn hơn sự hối hận vì không ăn", cô thường đến các buổi huấn luyện cá nhân 4 lần mỗi tuần và tập thể dục.[10]